# Campanula dulcis
Campanula dulcis är en klockväxtart som beskrevs av Joseph Decaisne. Campanula dulcis ingår i släktet blåklockor, och familjen klockväxter. Inga underarter finns listade i Catalogue of Life.